# (10815) Östergarn
(10815) Östergarn (1993 FU32) – planetoida z pasa głównego asteroid okrążająca Słońce w ciągu 5,55 lat w średniej odległości 3,14 j.a. Została odkryta 19 marca 1993 roku.